# موهان بابو
موهان بابو (انگلیسی: Mohan Babu؛ زادهٔ ۱۹ مارس ۱۹۵۰) هنرپیشه، تهیه‌کننده فیلم، و سیاست‌مدار اهل هند است.
از فیلم‌ها یا برنامه‌های تلویزیونی که وی در آن نقش داشته‌است می‌توان به بازی اشاره کرد.
وی همچنین برندهٔ جوایزی همچون جایزه فیلم‌فیر جنوب شده‌است.

## گزیده فیلم‌شناسی
فهرست برخی از فیلم‌هایی که موهان بابو در آن‌ها به ایفای نقش پرداخته‌است:
- بازی
- گورو
- شعله
- الهه عشق
- شیر کونداویتی
- سردار پاپارایودو
- هدیه عشق
- در سن ۱۶ سالگی
- شجاعت
- باربر درجه ۱
- پاندورانگادو
- خداحافظ بابو
- پنج پانداوا و یک زنبور عسل
- گایاتری
- آقا
- آتش
- شاکونتالام (۲۰۲۳)
- آنامایا
- برادر بزرگ‌تر یک معبد است
- مونتاژ پرسروصدا